# Liste der denkmalgeschützten Objekte in Sankt Peter ob Judenburg
Die Liste der denkmalgeschützten Objekte in Sankt Peter ob Judenburg enthält die 5 denkmalgeschützten, unbeweglichen Objekte der Gemeinde Sankt Peter ob Judenburg im steirischen Bezirk Murtal.

## Denkmäler
| Foto |                 | Denkmal                                                                   | Standort                                      | Beschreibung | Metadaten |
| ---- | --------------- | ------------------------------------------------------------------------- | --------------------------------------------- | --- | --- |
| ja   | Datei hochladen | Bauernhofanlage vulgo Weißenbacher HERIS-ID: 37413 Objekt-ID: 36550       | Möschitzgraben 12 Standort KG: Möschitzgraben | | BDA-Hist.: Q37975498 Status: Bescheid Stand der BDA-Liste: 2025-06-30 Name: Bauernhofanlage vulgo Weißenbacher GstNr.: .15                                             |
| ja   | Datei hochladen | Schloss Rothenthurm HERIS-ID: 37376 Objekt-ID: 36502                      | Dorfstraße 6 Standort KG: Rothenthurm         | Das Schloss wurde 1494 als Haus zum „Turm zu Fewstritz“ urkundlich erwähnt. Nach 1641 wurde es von Andree Eder zu einem Schloss ausgebaut. Das Schloss besteht aus zwei zweigeschoßigen Flügeln mit übereck gestellten Erkern. Hofseitig gibt es Säulenarkaden. Die dekorative Rankenmalerei in einem Raum im Obergeschoß wurde 1968–69 freigelegt und restauriert. Die Kapelle wurde 1647 von Frau Eva Kirchpichler, geborene Eder, zu Ehren des hl. Josephs erbaut (laut Inschrift am stuckgerahmten Portal). Die Kapelle ist ein Rechteckraum mit Stuckrahmungen, der Stuckaltar zeigt das Bild der Hl. Familie, am Antependium befindet sich ein Bild des hl. Wandels. Ein Gemälde der Pietà ist mit 1648 datiert, eine Statue der stehenden Maria mit Kind stammt aus dem 14. Jahrhundert. Die Glocke ist aus dem Jahre 1676. | BDA-Hist.: Q37975316 Status: Bescheid Stand der BDA-Liste: 2025-06-30 Name: Schloss Rothenthurm GstNr.: .85 Schloss Rothenthurm                                        |
| ja   | Datei hochladen | Ehem. Hammerwerk Kritz HERIS-ID: 37412 Objekt-ID: 36549                   | Furth 7 Standort KG: St. Peter                | Das Hammerwerk Kritz ist ein eingeschoßiger langgestreckter Gebäudekomplex aus dem 18. Jahrhundert. Eine Werkstätte aus der 2. Hälfte des 19. Jahrhunderts ist noch erhalten. | BDA-Hist.: Q37975490 Status: Bescheid Stand der BDA-Liste: 2025-06-30 Name: Ehem. Hammerwerk Kritz GstNr.: .165 Hammerwerk Kritz, Sankt Peter ob Judenburg             |
| ja   | Datei hochladen | Kath. Pfarrkirche hl. Peter und Friedhof HERIS-ID: 51876 Objekt-ID: 57686 | Hauptstraße 30 Standort KG: St. Peter         | → Hauptartikel : Pfarrkirche St. Peter ob Judenburg f1 | BDA-Hist.: Q38048012 Status: § 2a Stand der BDA-Liste: 2025-06-30 Name: Kath. Pfarrkirche hl. Peter und Friedhof GstNr.: .46, 414 Pfarrkirche Sankt Peter ob Judenburg |
| ja   | Datei hochladen | Pfarrhof HERIS-ID: 51877 Objekt-ID: 57687                                 | Hauptstraße 31 Standort KG: St. Peter         | Der Pfarrhof ist ein zweigeschoßiger, stattlicher Bau mit einem hohen Walmdach und stammt vom Ende des 17. Jahrhunderts. Der Eingang ist zurückgesetzt, das Portal wird von Pilastern flankiert. Schmiedeeiserne Fensterkörbe. Eine Tür im Erdgeschoß ist mit 1693 datiert. Innen eine Statue einer weiblichen Heiligen aus der Mitte des 17. Jahrhunderts und ein Bild des hl. Paulus aus dem 18. Jahrhundert. | BDA-Hist.: Q38048015 Status: § 2a Stand der BDA-Liste: 2025-06-30 Name: Pfarrhof GstNr.: .45/1 Pfarrhof Sankt Peter ob Judenburg                                       |